# Belle et Dangereuse
Pour plus de détails, voir Fiche technique et Distribution.
Belle et Dangereuse (titre original : Blown Away) est un thriller érotique canadien réalisé par Brenton Spencer, sorti en 1993. C'est le quatrième long-métrage en commun de Corey Feldman et Corey Haim : le célèbre duo avait déjà tourné auparavant Génération Perdue, License to Drive et Dream a Little Dream.

## Synopsis
Belle et mystérieuse, Megan (Nicole Eggert) est issue d'une lignée aisée et semble mener une vie insouciante.
Alors que son cheval s'emballe, elle échappe à la mort grâce à Rich Gardner (Corey Haim), un jeune homme qui travaille pour sa famille, à la station de ski. Très vite, Megan et Rich entretiennent une relation sensuelle et explosive.
Lorsqu'elle confie à Rich qu'elle soupçonne son père d'avoir tué sa mère et projette de la venger, la situation dégénère… Bientôt le jeune homme perd tout contrôle, au risque d’entraîner son demi-frère Wes (Corey Feldman) et son ex-petite amie Darla (Kathleen Robertson) dans sa chute.

## Fiche technique
- Titre original : Blown Away
- Titre français : Belle et Dangereuse
- Réalisation : Brenton Spencer
- Scénario : Robert C. Cooper
- Photographie : Perci Young
- Musique : Paul Zaza
- Production : Ilana Frank, Ray Sager et Peter R. Simpson
- Pays d'origine : Canada
- Format : Couleurs
- Genre : thriller érotique
- Durée : 92 minutes
- Date de sortie : 1993

## Distribution
- Corey Haim : Rich Gardner
- Nicole Eggert (VF : Véronique Alycia) : Megan
- Corey Feldman : Wes
- Jean LeClerc : Cy
- Kathleen Robertson : Darla Hawkes
- Gary Farmer : Détective Anderson